# كوليجيوم أرتيوم
كوليجيوم أرتيوم (بالإنجليزية: Collegium Artium) هي منظمة غير حكومية ومؤسسة غير ربحية مستقلة تتمتع بوضع المنظمات ذات الفائدة العامة التي تشجع التميز في مجال العلوم الإنسانية. وقد تأسست عام 2008 ويقع مقرها في كراكوف، بولندا.
تتمثل الأهداف القانونية لمؤسسة كوليجيوم أرتيوم في: المتابعة الأكاديمية للبحوث في مجال العلوم الإنسانية، والأنشطة في مجالات الثقافة والفنون وتطوير التعاون الأكاديمي الدولي.
ومؤسسة كوليجيوم أرتيوم هي صاحبة التوقيع الخاص بإعلان برلين بشأن الوصول المفتوح للمعرفة في العلوم والعلوم الإنسانية، وكذلك إعلان واشنطن بشأن الملكية الفكرية والمصلحة العامة.
ومؤسسة كوليجيوم أرتيوم هي عضو الاتحاد الوطني البولندي للمنظمات غير الحكومية (OFOP) وائتلاف التعليم المفتوح (KOED).

## المجلس
- الأستاذ مالجورزاتا دابروفزكا (جامعة لودز)
- الأستاذ جيرزي ميزيو ليك (جامعة وارسو)

## اللجنة العلمية
- الأستاذ توماس داكوستا كوفمان (جامعة برينستون)
- الأستاذ ياروسلاف هريتساك (الجامعة الكاثوليكية الأوكرانية)
- الأستاذ أندرزيج ياجستشيك (المركز الوطني للعلوم، جامعة AGH للعلوم والتكنولوجيا)
- الأستاذ ميشال كابلان (جامعة باريس الأولى بانتيون-السوربون)
- الأستاذ ستانكو كوكول (جامعة ليوبليانا)
- الأستاذ إيهور سيفيشينكو (+) (جامعة هارفارد)

## مجلس الإدارة
- المدير - جاسيك ماج، مرشح للحصول على دكتوراه (جامعة هومبولت في برلين)
- نائب المدير - دكتورة جوانا فولانسكا

## وصلات خارجية
- Official Homepage